# Royal Palm Beach
Royal Palm Beach és una població dels Estats Units a l'estat de Florida. Segons el cens del 2008 Arxivat 2008-04-21 a Wayback Machine. tenia 31.864 habitants.

## Demografia
Segons el cens del 2000, Royal Palm Beach tenia 21.523 habitants, 7.604 habitatges, i 5.976 famílies. La densitat de població era de 840,3 habitants/km².
Per edats la població es repartia de la següent manera: un 28,6% tenia menys de 18 anys, un 6,5% entre 18 i 24, un 30,8% entre 25 i 44, un 20,8% de 45 a 60 i un 13,3% 65 anys o més.
L'edat mediana era de 37 anys. Per cada 100 dones de 18 o més anys hi havia 87,6 homes.
La renda mediana per habitatge era de 54.766 $ i la renda mediana per família de 61.063 $. Els homes tenien una renda mediana de 39.356 $ mentre que les dones 29.991 $. La renda per capita de la població era de 21.875 $. Entorn del 3,7% de les famílies i el 4,3% de la població estaven per davall del llindar de pobresa.

## Poblacions més properes
El següent diagrama mostra les poblacions més properes.